# Аймак (історія)
Аймак (монг. Аймаг,  [æːmɑ̆ɡ̊]; спрощ.: 艾马克; кит. трад.: 艾馬克; піньїнь: àimǎkè; «плем'я») — плем'я в монголів; в давнину група споріднених сімей, які вважають, що походять від одного предка і кочують на одній території. Як показують генетичні дослідження подібні групи насправді зазвичай не маюють спільного предка. Легендарний пращур це спосіб надати групі звичне та легітимне пояснення єдності. Пізніше, словом аймак називали велике феодальне володіння, ханство. В період маньчжурського панування (1691-1911) владу монгольських ханів в аймаках була фактично ліквідовано й передано маньжурським урядовцям — амбаням.

## Історія
Аймак — адміністративно-територіальна одиниця племінного походження у монголів і спроріднених із ними народів. 
- Цінська імперія
  - У XV — XIX ст. Внутрішня Монголія поділялася на 4 аймаки, за титулами ханів: Тушетський, Сайн-Нойонський, Дзасагтський, Сеценський.
  - Райони проживання калмиків поділялися на аймаки.* КНР
  - Внутрішня Монголія поділяється на 3 аймаки (盟; провінції)

- Монголія
  - Аймаки Монголії

- Російська імперія
  - Територія Калмицького ханства поділялася на улуси (провінції), аймаки (повіти-роди) і хотони (волості-родини). Аймаки керувалися намісниками.
  - У XVIII ст. райони проживання башкирів поділялися на аймаки[1].

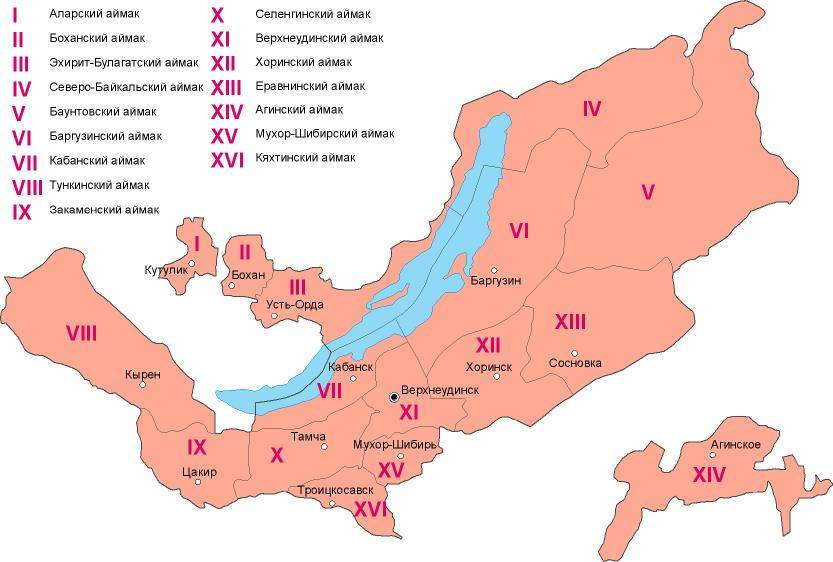
Бурятські аймаки (1925)

### СРСР
- У 1923 — 1977 роках Бурято-Монгольська АРСР поділялася на аймаки (райони). 
  - 1927—1934:
    - Агінський (центр — село Агинское)
    - Аларський (центр — село Кутулик)
    - Баргузинський (центр — посёлок Баргузин)
    - Баунтовський (центр — заимка Баунт)
    - Боханський (центр — улус Бохан)
    - Верхньоудінський (центр — город Верхньоудинск)
    - Єравнинський (центр — село Сосновка)
    - Закаменський (центр — село Цакир)
    - Кабанський (центр — село Кабанск)
    - Мухоршибірський (центр — село Мухоршибір)
    - Північно-Байкальський (центр — село Душкачан)
    - Селенгінський (центр — село Селендума)
    - Троїцкосавський (центр — город Троїцкосавськ)
    - Тункинський (центр — село Кирен)
    - Хоринський (центр — село Додо-Анінск)
    - Ехіріт-Булагатський (центр — село Усть-Орда)

  - 1935—1936: додано 5 нових аймаків
    - Бічурський (центр — село Бічура)
    - Джидинський (центр — село Петропавлівка)
    - Заиграевський (центр — село Унегетей)
    - Ольхонський
    - Улан-Ононський (центр — село Дульдурга)

  - 1937—1953: додано 7 нових аймаків
    - Байкало-Кударинський (центр — село Байкало-Кудара)
    - Кіжингінський (центр — село Кіжинга)
    - Кударинський (центр — село Кудара)
    - Курумканський (центр — село Курумкан)
    - Окинський (центр — село Орлик)
    - Прибайкальський (центр — село Турунтаево)
    - Торейський (центр — село Торей)
- у 1922 — 1963 роках Гірсько-Алтайська АО поділялася на аймаки (райони).

### Сучасні
- Російська Федерація
  - Республіка Алтай поділяється на аймаки (райони; аймак).
  - Республіка Бурятія поділяється на аймаки (райони; аймаг).
  - Республіка Мордовія поділяється на аймаки (райони; аймак).
  - Республіка Хакасія поділяється на аймаки (райони; аймах).

- Киргизстан
  - айылный аймак — адміністративна одиниця ІІІ рівня.